# Catherine Trudeau
Pour les articles homonymes, voir Trudeau.
Catherine Trudeau, née le 4 mai 1975 à L'Assomption, est une actrice québécoise.

## Biographie
Après des études en lettres, Catherine Trudeau  intègre le Conservatoire d'art dramatique de Montréal, promotion 1999, d'où elle sort diplômée.
Très peu de temps après sa sortie du conservatoire, elle se fait remarquer dans le télé-roman 4 et demi... et, au cinéma, dans le drame social L'Ange de goudron et le thriller satirique La Loi du cochon.  De 2005 à 2008, à la télévision, elle interprète le personnage de Lyne Boisvert, alias 'Lyne la pas fine', dans Les Invincibles, une comédie à l'humour déjanté qui atteint rapidement le statut de série-culte.  Le personnage de femme contrôlante, voire castratrice, qu'incarne Catherine Trudeau est pour beaucoup dans le succès de l'émission et lui permet de recevoir le Gémeau de la meilleure actrice.
Au théâtre, Catherine Trudeau travaille régulièrement avec le metteur en scène Yves Desgagnés sous la direction de qui elle tient des rôles importants dans trois pièces de Tchekov : Oncle Vania, La Mouette et La Cerisaie.
Depuis juin 2017, Trudeau est une animatrice de radio au Radio-Canada Première et ICI Musique.

## Filmographie

### Cinéma
- 2000 : Hochelaga : Louise
- 2001 : L'Ange de goudron : Huguette
- 2001 : La Loi du cochon : Bettie Brousseau
- 2002 : Séraphin : Un homme et son péché : Simone
- 2005 : Le Survenant : Alphonsine Beauchemin (« Phonsine »)
- 2005 : Idole instantanée : Sophie
- 2005 : Aurore : sœur Anna
- 2006 : Histoire de famille : Manon
- 2008 : Le Grand Départ de Claude Meunier : Kim Goodwin
- 2010 : L'enfant prodige : Johanne Lecompte
- 2020 : Souterrain, de Sophie Dupuis : Catherine

### Télévision
- 2000 : 4 et demi... : Nancy Fugère
- 2002 : Tabou : Sarah
- 2002 : Réal-TV : Patricia
- 2005-2009 : Les Invincibles : Lyne Boisvert
- 2006 : François en série : Maude
- 2008 : Blaise le blasé : Josée Jolicoeur (voix)
- 2010 : Mirador : Chantal
- 2012 : Stella et Sacha (série télévisée d'animation) : Sacha (2e voix)
- 2013 : La vie parfaite : Julie Péloquin
- 2013 : Mémoires vives : Karine Bellerose
- 2016-2019 : Ruptures : Me Marie Rousseau
- 2021-2023 : Moment parfaits
- 2016-2018 : Conseils de famille : Vicky Dupuis

## Théâtre
- 2002 : Les Joyeuses Commères de Windsor de William Shakespeare : Anne Page
- 2002 : La Nuit des rois de William Shakespeare : Viola
- 2004 : L'Hôtel du libre échange de Georges Feydeau : Victoire
- 2005 : Le Traitement de Martin Crimp : Anne
- 2006 : Oncle Vania d'Anton Tchekov : Sonia
- 2007 : La Mouette d'Anton Tchekov : Nina
- 2010 : La Cerisaie d'Anton Tchekov : Varia
- 2017 : Le Jeu de l'Amour et du Hasard de Marivaux : Lisette[2]

## Littérature
- Bérénice, ou, La fois où j'ai presque fait la grève de tout!, Éditions de la Bagnole, 2019
- Bérénice, ou, La fois où j'ai failli mourir sur scène, Éditions de la Bagnole, 2021
- Ma vie avec un saumon fumé, Éditions de la Bagnole, 2021
- Folle école, tome 1 : Passer un savon, Éditions de la Bagnole, 2023
- Folle école, tome 2 : Hiboux, choux, genoux... poux, Éditions de la Bagnole, 2023
- Folle école, tome 3 : Souriez! Faut que ça clique!, Éditions de la Bagnole, 2024
- Folle école, tome 4 : Interdit de corriger, Éditions de la Bagnole, 2024

## Distinctions

### Récompenses
- 2009 : Gémeau de la meilleure actrice pour Les Invincibles
- 2017: Gémau pour meilleur rôle de soutien féminin dans une série jeunesse pour “Conseils de famille”

### Nominations
- 2002 : Prix Jutra pour la Meilleure actrice dans L'Ange de goudron
- 2006 : Prix Jutra pour la Meilleure actrice de soutien pour Le Survenant
- 2023[3]: Prix Gémeaux pour le meilleur premier rôle: série dramatique annuelle pour Les moments parfaits